# Heinrich Luden (Historiker)

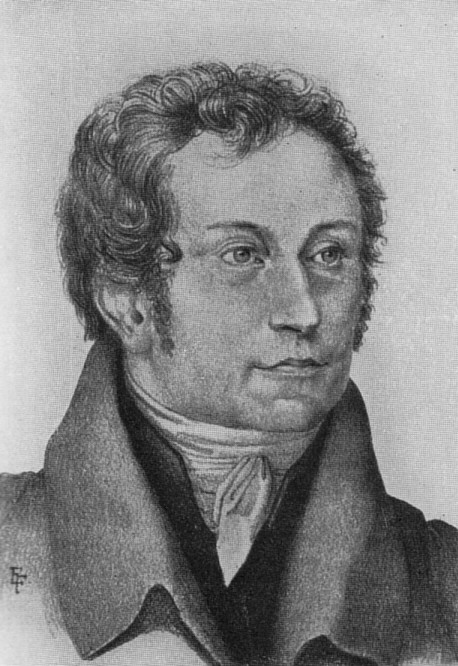
Heinrich Luden (1778–1847)

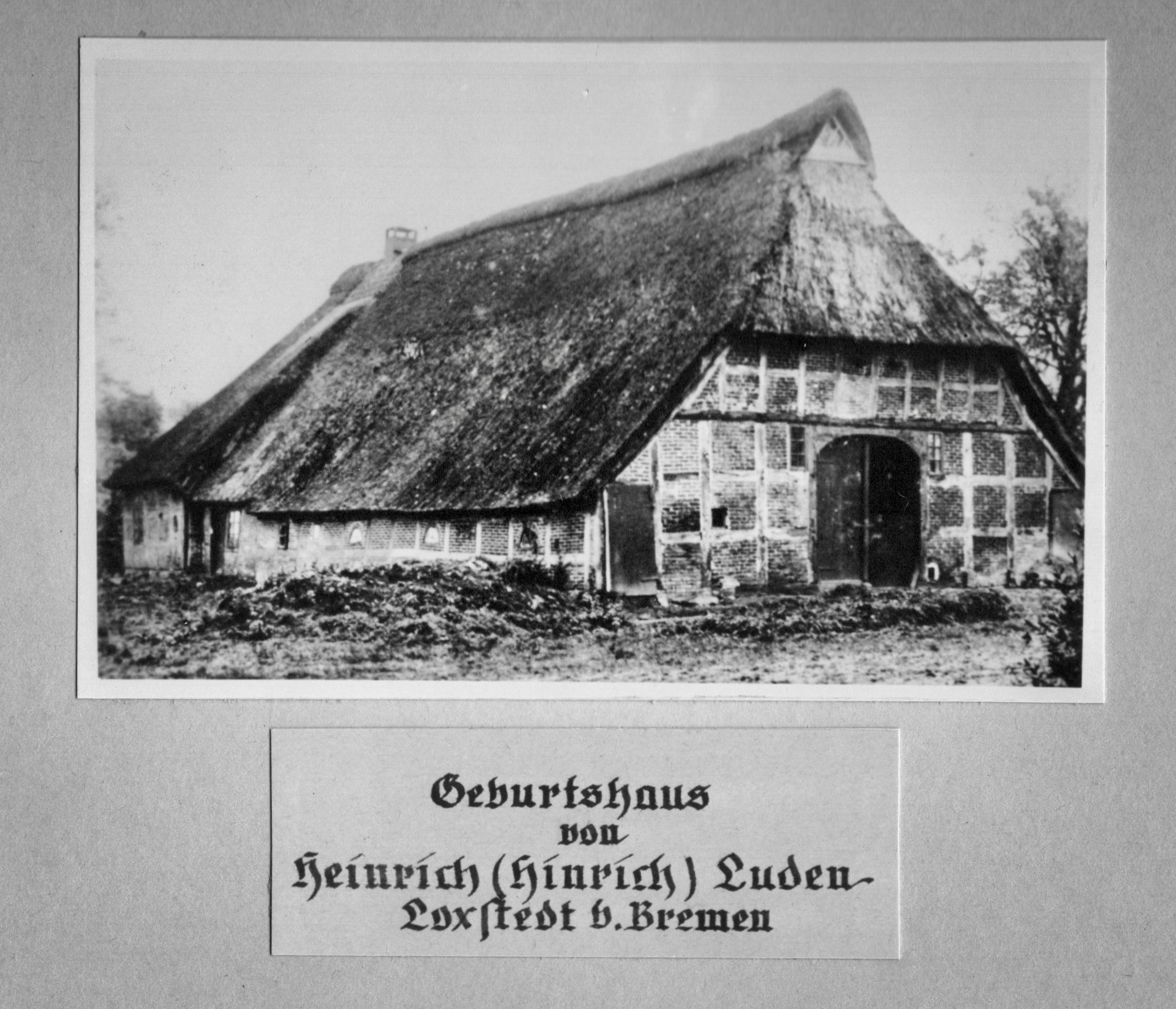
Geburtshaus Heinrich Ludens in Loxstedt südlich von Bremerhaven

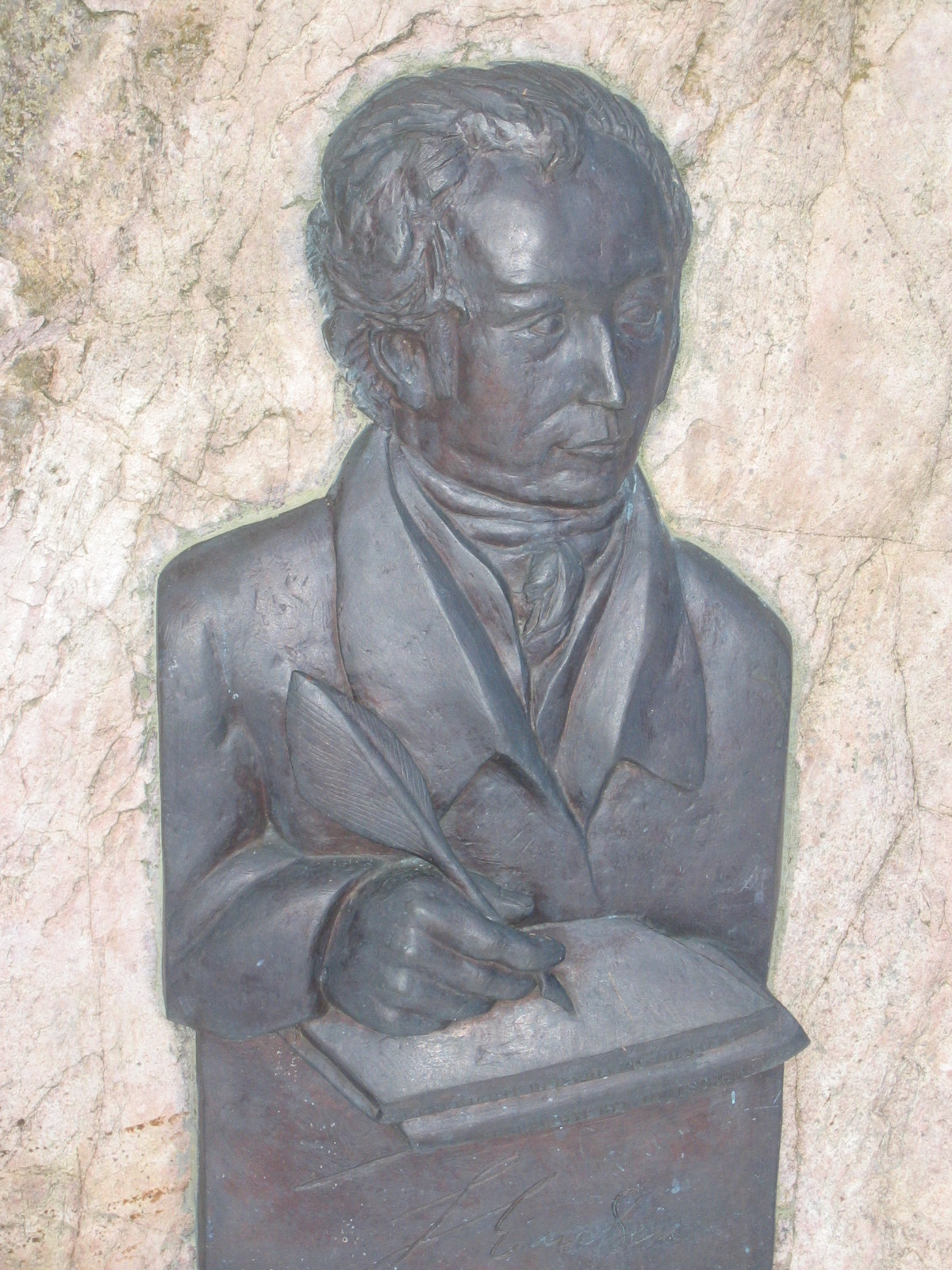
Relief von Heinrich Luden vor der ev. Kirche in Loxstedt

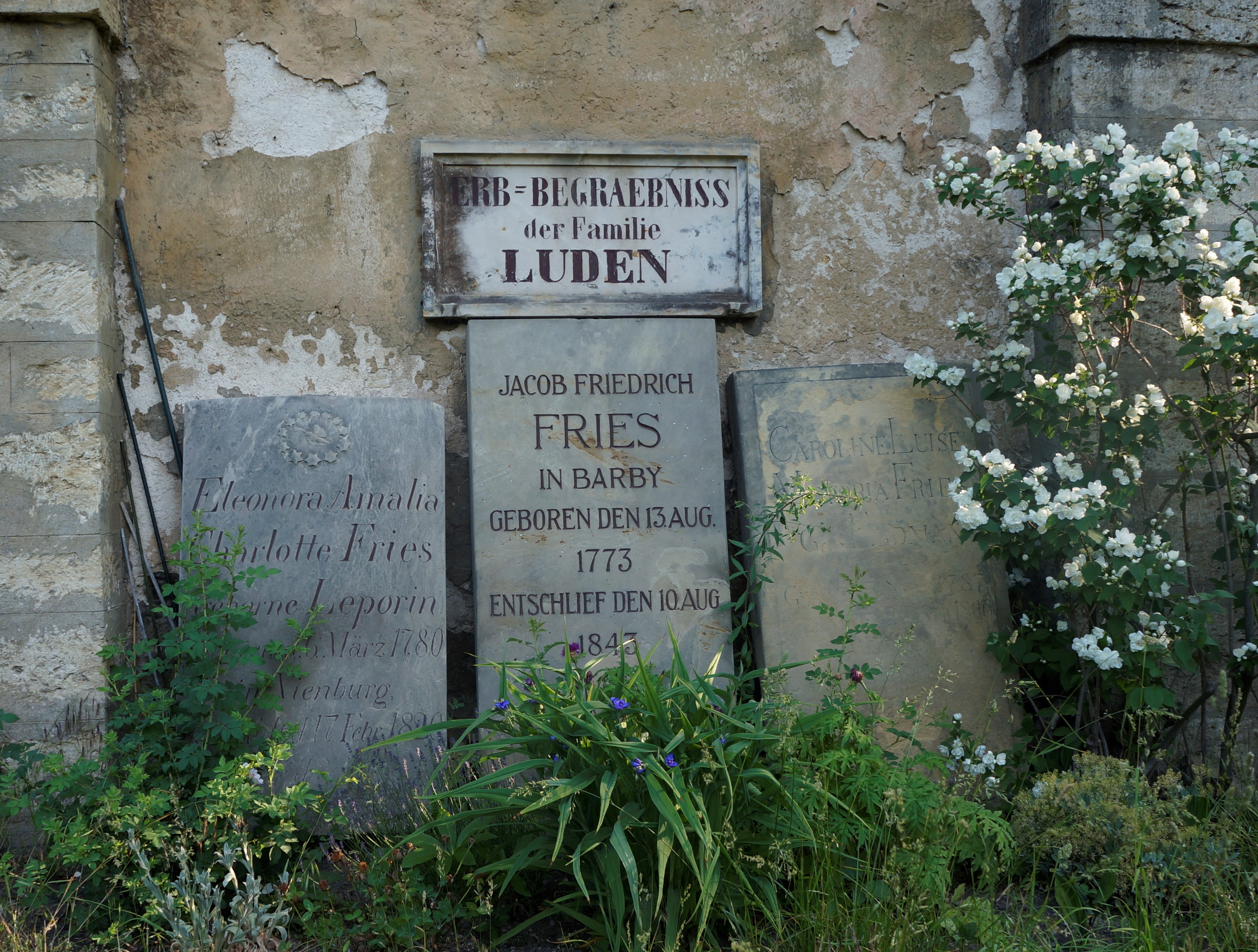
Tafeln an der Erbbegräbnisstätte der Familie Luden an der Südseite der Friedenskirche auf dem Johannisfriedhof in Jena

Heinrich (Hinrich) Luden (* 10. April 1778 in Loxstedt bei Bremerhaven; † 23. Mai 1847 in Jena) war ein deutscher Historiker, Theologe und politischer Publizist.

## Leben
Heinrich Luden stammt aus bäuerlichen Verhältnissen. Er wurde als jüngstes Kind des Bauern Claus Luden (* 1728 in Loxstedt; † 3. Mai 1780 ebd.) und dessen Cousine Catrine Luden (* 1734; † 21. Dezember 1811 in Loxstedt) geboren. Am 12. April 1778 erhielt er die Taufe auf den Namen Hinrich, wobei sein Großvater mütterlicherseits Claus Luden aus Nesse, sein späterer Stiefvater Hinrich Schmidt (* 1741; † 2. September 1815 in Loxstedt), ein Berend Hüllen und eine Agnete Kammann als Taufpaten fungierten.
Er besuchte ab 1796 die Domschule in Bremen und studierte 1799 zunächst Theologie an der Universität Göttingen. Durch die Historiker August Ludwig von Schlözer und später Johannes von Müller angeregt, wandte er sich historischen Studien zu. Nach einer Hauslehrerstelle in Bremen (1802) ging er 1804 als Hauslehrer bei dem Staatsrat Christoph Wilhelm Hufeland nach Berlin. 1805 promovierte er in Jena über Christian Thomasius. Weiterhin verfasste er Biographien über Hugo Grotius (1806), Sir William Temple (1808) und Friedrich Alexander Bran (1831).
1806 wurde er als außerordentlicher Professor der Geschichte an die Friedrich-Schiller-Universität nach Jena berufen. Bei ihrer Anreise nach Jena wurden die Eheleute Luden zu Augenzeugen der Schlacht von Jena. Die Kriegsfolgen waren allgegenwärtig und die Wohnung der Ludens wurde verwüstet. Heinrich Luden beschrieb das Ereignis ausführlich in seinen Lebenserinnerungen.
1808 wurde Luden zum Honorarprofessor sowie 1810 zum ordentlichen Professor der Geschichte ernannt. Er beteiligte sich auch an den organisatorischen Aufgaben der Salana und war im Sommersemester 1822 sowie im Wintersemester 1829/30 Rektor der Alma Mater. Von 1823 bis 1832 war er für die Universität Mitglied im Landtag des Großherzogtums Sachsen-Weimar-Eisenach für den Stand der Rittergutsbesitzer im Weimar-jenaischen Kreis. Er wurde zum Hofrat von Sachsen-Weimar und zum Geheimen Hofrat von Sachsen-Gotha ernannt und erhielt das Ritter- sowie das Komturkreuz des Weißen Falkenordens. Er wandte sich der deutschen Geschichte zu, um die Entwicklung eines deutschen Nationalbewusstseins zu fördern. Dieses Motiv führte in der Folge zu mehreren Publikationen zum Thema Einheit und Freiheit. Von 1814 bis 1818 war er Herausgeber der Zeitschrift „Nemesis“ sowie von 1816 bis 1817 des „Allgemeinen Staatsverfassungs-Archivs“, des sogenannten „Beiwagens der Nemesis“. Die Publikation der Nemesis wurde von dem Weimarer Verleger Friedrich Justin Bertuch unterstützt.

## Wirken
In seinen von den Studenten vielbesuchten, „geradezu legendären“ Vorlesungen forderte er unter anderem die Volkssouveränität. Diese wichtige Forderung zeigt den geistigen Einfluss der französischen Aufklärung, insbesondere Jean-Jacques Rousseaus. Es ist ziemlich sicher, dass er mit diesem Gedanken wohl über Johann Gottlieb Fichte in Berührung kam, der bis 1799 in Jena Philosophie lehrte und diese Forderung vertrat. Im Gegensatz zu einigen anderen Jenaer Professoren wie etwa dem Mediziner Dietrich Georg Kieser (1779–1862), dem Mediziner und Naturforscher Lorenz Oken oder dem Philosophen und Mathematiker Jakob Friedrich Fries (1773–1843) nahm er 1817 nicht persönlich am Wartburgfest teil; doch stehen seine Ideen und Schriften damit unmittelbar in Zusammenhang. Die nach der Versammlung auf der Wartburg 1818 veröffentlichten „Grundsätze und Beschlüsse des achtzehnten Oktobers“ gehen zum Gutteil auf Luden zurück. 1820 trat Luden als Deputierter in die Landstände des Großherzogtums Sachsen-Weimar-Eisenach ein und blieb bis 1832 eines der aktivsten Mitglieder. In der Folge der Karlsbader Beschlüsse von 1819 wurde auf Druck Preußens eine Untersuchung der „revolutionäre Umtriebe“ der Burschenschaften und ihrer Unterstützer beim Deutschen Bund durchgeführt. Gegen Heinrich Luden und andere Professoren wurden Disziplinarverfahren eingeleitet. Luden wurde verwarnt und seine Politikvorlesungen 1823 verboten. Eine Anfrage an das Großherzogtum, die Ludens Lehrtätigkeit ganz beendigen sollte, blieb jedoch ergebnislos. Luden agierte von da an deutlich vorsichtiger und stellte vor allem die Arbeit an der „Geschichte des Teutschen Volkes“ in den Mittelpunkt seines Tuns. Politische Schriften veröffentlichte er nun nicht mehr.
Insofern stellten die Beschlüsse von Karlsbad nicht nur für Heinrich Luden persönlich, sondern auch für Jena eine wichtige Zäsur dar, die u. a. durch die radikale Einschränkung der Pressefreiheit das politische und kulturelle Leben der Stadt nachhaltig veränderten. Um seine politischen Vorstellungen umzusetzen, musste Luden nach neuen Wegen suchen. Unter den veränderten Bedingungen strebte Luden ein Parlamentsmandat an und saß ab 1823 als Abgeordneter im Landtag von Weimar.
Luden bezog in seinen Vorlesungen in Jena Stellung gegen die französische Fremdherrschaft und seine antinapoleonische Haltung wird auch in den „Ansichten des Rheinbundes“ (1808/09) überdeutlich. Als Ausdruck seiner deutsch-nationalen Haltung widmete Luden die dreibändige „Allgemeine Geschichte der Völker und Staaten“ dem bayrischen Kronprinzen Ludwig. Dieser hatte öffentlich Kritik an der frankreichfreundlichen Politik der bayrischen Regierung geübt und seine Ansichten als „Teutschtum“ bezeichnet. Den Plan, sich als preußischer Soldat am Befreiungskampf zu beteiligen, gab Luden allerdings auf. 1825 erschien der erste Band seines Hauptwerks, der „Geschichte des Teutschen Volkes“, das unvollendet blieb und in Band 12 mit der Zeit des Hochmittelalters endet. Diese Publikation steht zwar unter dem Eindruck eines neuen deutschen Nationalgefühls, allerdings ist Luden mit seinem Werk keineswegs in die im 19. Jahrhundert vorherrschende romantisierende Geschichtsdarstellung des deutschen Mittelalters einzuordnen. Vor allem die Ranke-Schule hat ihm vorgeworfen, keine historisch-kritische Methode angewandt zu haben. Inzwischen gilt aber seine deutsche Geschichte als eine weitaus neutralere Darstellung als die der nachfolgenden nationaldeutschen Historiker, die das deutsche Königtum der Ottonen, Salier und Staufer im Einigungsstreben politisch überhöhten.
Luden zählt neben Lorenz Oken, Jakob Friedrich Fries, Dietrich Georg Kieser und Christian Wilhelm Schweitzer zu den sogenannten politischen Professoren an der Universität Jena um 1800. Er gilt als einer der ‚spiritus rectores‘ der Jenaer Urburschenschaft, deren Gründungsstatuten er zumindest mit formulierte. Zu Ludens Schülern zählte der spätere Königsberger Geschichtsprofessor und Universitätsarchivar Johannes Voigt, welcher sich um die Geschichtsschreibung Preußens verdient machte, sowie auch Arnold Ruge.
1806 kam es zu einer Begegnung mit Johann Wolfgang von Goethe in Jena, die aufgrund kritischer Äußerungen Ludens zum Faust zur „Verstimmung“ Goethes führten. Über das Gespräch berichtete Luden ausführlich in dem posthum erschienenen Buch Rückblicke in mein Leben.

## Familie
Luden verheiratete sich 1804 mit Johanna Catharina Sophia Köhler (* 1. Dezember 1780 in Celle; † 24. November 1847), die Tochter des Gastwirts Johann Gottlieb Köhler in Celle und dessen Frau Anna Louise Dorothea Voß. Aus der Ehe sind folgende bekannte Kinder hervorgegangen:
- Johanna Dorothea Luden (* 12. März 1805 in Celle) verheiratete sich am 23. Juni 1829 in Jena mit dem Pfarrer Friedrich Wilhelm Tod (* 14. November 1801 in Niederreißen; † 1881)
- Johannes Bernhard Luden (* 2. Oktober 1807 in Jena) wurde Arzt und ging 1833 als Passagier der Bremen nach Baltimore (USA) (Immigrant Ships Transcribers Guild NGSS Bremen)
- Johann Heinrich Gottlieb Luden (* 9. März 1810 in Jena; † 24. Dezember 1880 ebd.), Professor der Rechte an der Universität Jena
- Carl Ludwig Friedrich Luden (* 25. Januar 1812 in Jena; † 188? in Weimar) Rechtsanwalt in Weimar, verh. Auguste de la Croix
- Johanne Sophie Bernhardine Sigismunde Clothilde Luden (* 2. Juli 1813 in Jena; † 9. Januar 1884 in Hanau) verh. 1832 mit dem Gießener Theologieprofessor Karl August Credner (* 10. Januar 1797 in Waltershausen bei Gotha; † 16. Juli 1857 in Gießen)
- Louise Luden (* 16. Juli 1815 in Jena; † 6. März 1902 ebd.) verh. 24. April 1834 mit dem Jenaer Chemieprofessor Heinrich Wilhelm Ferdinand Wackenroder (* 1798; † 4. September 1854 in Jena)
- Carl Friedrich Alexander Luden (* 24. Oktober 1816 in Jena; † 11. Juni 1882 ebd.) wurde Buchhändler und Verleger, verh. 26. Februar 1826 Emilie Gröber
- Christine Sophie Luden (* 29. April 1820 in Jena; † 19. August 1899 ebd.) verh. 9. Oktober 1842 mit dem Botanikprofessor Christian Eduard Langethal (* 6. Januar 1806; † 25. Juli 1878 in Jena)
- Tochter NN. († 6. November 1818 in Jena, nach der Geburt verstorben)
- Dorothea Emilie Philippine (* 1. Dezember 1821 in Jena; † 20. Juli 1827 ebd.)

## Werke (Auswahl)
- Christian Thomasius nach seinen Schicksalen und Schriften dargestellt. Berlin 1805 (Digitalisat).
- Dr. Friedrich Alexander Bran. In: Minerva. Ein Journal historischen und politischen Inhalts, Band 160, Jena 1831, S. I–XXIV.
- Hugo Grotius nach seinen Schicksalen und Schriften dargestellt. Berlin 1806 (Digitalisat).
- Sir William Temple. Biographie. Göttingen 1808 (Digitalisat).
- Kleine Aufsätze, meistens historischen Inhalts. Göttingen 1807 (Digitalisat).
- Die letzten Briefe des Jacopo Ortis. Aus dem Italiänischen. Göttingen 1807 (Digitalisat).
- Ansichten des Rheinbundes. Briefe zweyer Staatsmänner. Göttingen 1808 und 1809.
- Grundzüge ästhetischer Vorlesungen, zum akademischen Gebrauche. Göttingen 1808 (online).
- Einige Worte über das Studium der vaterländischen Geschichte. Vier Vorlesungen. Jena 1810 (Digitalisat); Neuausgabe: Gotha 1828.
- Handbuch der Staatsweisheit oder der Politik. Ein wissenschaftlicher Versuch. Jena 1811 (Digitalisat).
- Ueber den Sinn und Inhalt des Handbuches der Staatsweisheit. Jena 1811 (online).
- Diss. Meletamatum historico-criticorum ad antiquam Germanorum statum spectantium Specimen I. Jena 1811 (Digitalisat).
- Herders Ideen zur Philosophie der Geschichte der Menschheit. Mit einer Einleitung herausgegeben. 2 Bände, Leipzig 1813 und 1821, 4. Auflage Leipzig 1841, 2 Bände.
- Nemesis. Zeitschrift für Politik und Geschichte. 12 Bände, Weimar 1814–1818.
  - Weimar, 1814, 1. Bd. (Digitalisat).
  - Weimar, 1814, 2. Bd. (Digitalisat).
  - Weimar, 1814, 3. Bd. (Digitalisat).
  - Weimar, 1815, 4. Bd. (Digitalisat).
  - Weimar, 1815, 5. Bd. (Digitalisat).
  - Weimar, 1816, 6. Bd. (Digitalisat).
  - Weimar, 1816, 7. Bd. (Digitalisat).
  - Weimar, 1816, 8. Bd. (Digitalisat).
  - Weimar, 1817, 9. Bd. (Digitalisat).
  - Weimar, 1817, 10. Bd. (Digitalisat).
  - Weimar, 1818, 11. Bd. (Digitalisat).
  - Weimar, 1818, 12. Bd. (Digitalisat).
- Tagesgeschichte. Zu den teutschen Blättern. Altenburg 1815.
- Allgemeines Staatsverfassungs-Archiv. Zeitschrift für die Theorie und Praxis gemäßigter Regierungsformen. 3 Bände, Weimar 1816–1817.
  - Bd. 1 (Digitalisat).
  - Bd. 2 (Digitalisat).
  - Bd. 3 (Digitalisat).
- Das Königreich Hannover nach seinen öffentlichen Verhältnissen, besonders die Verhandlungen der allgemeinen Stände-Versammlung in den Jahren 1814, 1815 und 1816. Nordhausen 1818 (Digitalisat).
- Verurtheilung und Rechtfertigung in der Kotzebueschen Bülletin-Sache. Mit einer Einleitungsvorrede von C. G. Gensler. Heidelberg 1818 (Digitalisat).
- Neigebauers Darstellung der provisorischen Verwaltung am Rhein vom Jahre 1813 bis 1819. Mit einer Vorrede. Köln 1821.
- Der Landtag des Grossherzogthums Sachsen-Weimar-Eisenach 1820. Verhandlung über die Oeffentlichkeit der Sitzungen. Jena 1821.
- Allgemeine Geschichte der Völker und Staaten, 3 Bände, Jena 1814–1824.
  - Bd. 1, Allgemeine Geschichte des Alterthums, Jena 1814 (Digitalisat), 2., verbesserte Aufl. Jena 1819 (Digitalisat), eine 3. verbesserte u. vermehrte Auflage erscheint 1824.
  - Bd. 2, Allgemeine Geschichte des Mittel-Alters, Erste Abteilung, 2., verbesserte u. vermehrte Aufl. Jena 1822 (Digitalisat).
  - Bd. 3, Allgemeine Geschichte des Mittel-Alters, Zweite Abteilung, 2., verbesserte u. vermehrte Aufl. Jena 1824 (Digitalisat).
- I. C. Simonde de Sismondi, Geschichte der Franzosen. Mit Anmerkungen und einer Vorbemerkung von Heinrich Luden. Jena 1822 (Digitalisat).
- Geschichte des Teutschen Volkes, 12 Bände, Gotha 1825 bis 1837.
  - Erster Band, Gotha 1825, 752 Seiten, online.
  - Zweiter Band, Gotha 1826, 600 Seiten, online.
  - Dritter Band, Gotha 1827, 810 Seiten, online.
  - Vierter Band, Gotha 1828, 567 Seiten, online.
  - Fünfter Band, Gotha 1830, 642 Seiten, online.
  - Sechster Band, Gotha 1831, 650 Seiten, online.
  - Siebenter Band, Gotha 1832, 634 Seiten, online.
  - Achter Band, Gotha 1833, 721 Seiten, online.
  - Neunter Band, Gotha 1834, 666 Seiten, online.
  - Zehnter Band, Gotha 1835, 666 Seiten, online.
  - Elfter Band, Gotha 1836, 716 Seiten, online.
  - Zwölfter Band, Gotha 1837, 718 Seiten, online.
- Reise Sr. Hoheit des Herzogs Bernhard von Sachsen-Weimar-Eisenach durch Nordamerika in den Jahren 1825 und 1826. Wilhelm Hoffmann, 2 Bände, Weimar 1828.
  - Bd. 1 (Digitalisat).
  - Bd. 2 (Digitalisat).
- Geschichte der Teutschen, 3 Bände, Jena 1842 bis 1843.
  - Erster Band, Gotha 1842, 552 Seiten, online.
  - Zweiter Band, Gotha 1843, 689 Seiten, online.
  - Dritter Band, Gotha 1843, 616 Seiten, online.
- Rückblicke in mein Leben. Aus dem Nachlasse von Heinrich Luden. Friedrich Luden, Jena 1847. (Digitalisat).
- Übersetzung von und Vorwort zu Joseph Droz: Geschichte der Regierung Ludwig’s XVI., in den Jahren, da die französische Revolution verhütet oder geleitet werden konnte. Aus dem Französischen, mit einer Vorrede von Heinrich Luden. 3 Bände, Jena 1842–1843.
  - Bd. 1, 1842 (Digitalisat).
  - Bd. 2, 1842 (Digitalisat).
  - Bd. 3, 1843 (Digitalisat).
- Hauptmann von Gerlach (General von Grolman). 1812 Student in Jena. Aus den ungedruckten „Rückblicken in mein Leben“, Jena 1843 (Digitalisat).

## Gedenken
Nach Luden benannte Örtlichkeiten
- Heinrich-Luden-Straße in Loxstedt
- Heinrich-Luden-Schule in Loxstedt
- Ludenhütte in Wanhöden (Landkreis Cuxhaven).[15][16] Am Ortsausgang von Wanhöden befand sich früher ein Gebäude, in dem sich angeblich ein Professor Luden vor französischen Soldaten versteckt haben soll. Die Geschichte lebt bis heute und der Name ‚Ludenhütte‘ ist auf vielen Wanderkarte verzeichnet. Auch die nahegelegene Bushaltestelle heißt ‚An der Ludenhütte‘.

Denkmale und Gedenktafel
- Luden-Denkmal in Jena, gestaltet von Jo Jastram, Fürstengraben 28–30
- Gedenktafel in Jena; am Gebäude von Ludens letzter Wohnung, Unterm Markt 2; drei weitere Gedenktafeln ging im 20. Jahrhundert verloren[17]
- Tafel und eingemeißelter Name im Burschenschaftsdenkmal in Eisenach
- Gedenkstein mit Relief in Loxstedt, gestaltet von Christoph Fischer (siehe Foto rechte Spalte)
- Erbbegräbnisstätte für Heinrich Luden und seine Familie in Jena (siehe Foto rechte Spalte)
- Die Gedenktafel, die ursprünglich am Geburtshaus Heinrich Ludens ihren Platz hatte, wurde beim Abriss des Gebäudes gesichert und befindet sich seit 1995 im Inneren der Heinrich-Luden-Grundschule in Loxstedt.[18]

## Heinrich-Luden-Preis
Die Neue Deutsche Burschenschaft vergibt seit 2008 jährlich den mit mittlerweile 2000 € dotierten Heinrich-Luden-Preis für akademische Leistungen und gesellschaftliches Engagement an engagierte Studenten, wobei der Förderpreis den Anspruch der Neuen DB-Burschenschafter unterstreichen soll, „im Studium gute Leistungen zu erbringen sowie sich im Sinne der burschenschaftlichen Ideale aktiv in unserer Gesellschaft einzusetzen“.